# Danny Cannon

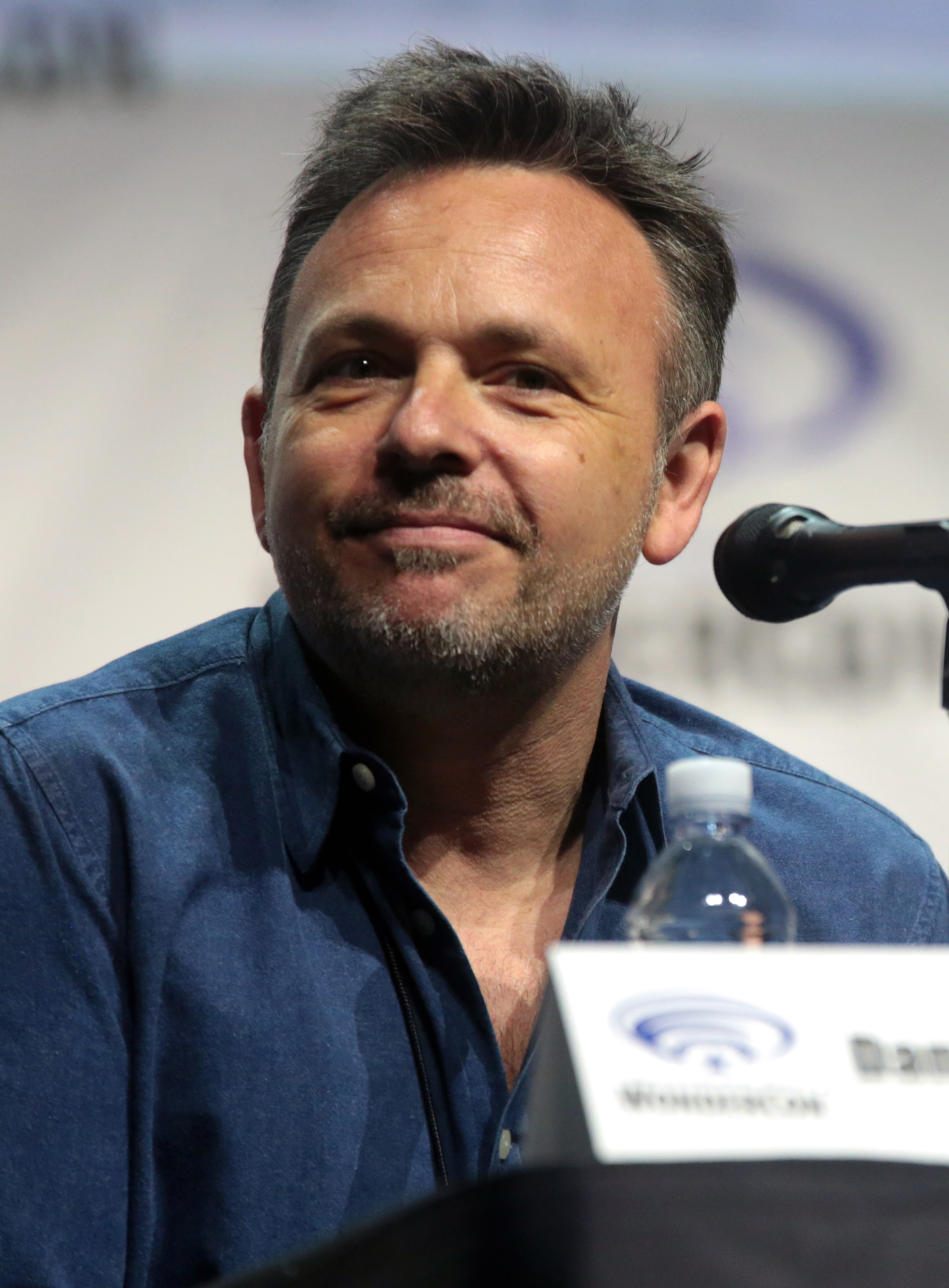
Danny Cannon bei der WonderCon 2017

Danny Cannon (* 1968 in Luton, England) ist ein britischer Film- und Fernsehregisseur, Fernsehproduzent und Drehbuchautor. Er ist Absolvent der National Film and Television School in Großbritannien.

## Wirken
Sein Debüt als Regisseur und Drehbuchautor gab Cannon 1990 mit dem Spielfilm Strangers. Drei Jahre darauf folgte mit Young Americans sein zweiter Film, an dem er ebenfalls auch als Drehbuchautor beteiligt war. In den Jahren folgenden Jahren drehte Cannon Filme der verschiedensten Genres, wandte sich aber ab 2000 vor allem dem Fernsehen zu. So war er als Regisseur, Drehbuchautor und in verschiedenen Produzentenfunktionen in den Jahren 2000 bis 2007 für die Fernsehserie CSI: Vegas tätig. 
Eine weitere von ihm produzierte Fernsehserie war Dark Blue. Die ab 2010 laufende Serie Nikita wurde ebenfalls von Cannon produziert.
Als ausführender Produzent war er an der 2009 bis 2010 produzierten Fernsehserie The Forgotten – Die Wahrheit stirbt nie beteiligt. 2009 inszenierte er die Pilotfolge der Serie. Seit 2014 wirkte er als Regisseur und Ausführender Produzent sowie Drehbuchautor an der Serie Gotham mit. In gleicher Weise ist er seit 2019 an der Serie Pennyworth beteiligt.

## Filmografie (Auswahl)
Als Regisseur
- 1990: Strangers
- 1993: Young Americans (The Young Americans)
- 1995: Judge Dredd
- 1998: Phoenix – Blutige Stadt
- 1998: Ich weiß noch immer, was du letzten Sommer getan hast
- 2004: CSI: Miami (Fernsehserie, 2 Episoden)
- 2005: Goal – Lebe deinen Traum (Goal! The Dream Begins)
- 2000–2007: CSI: Vegas (Fernsehserie, 24 Episoden)
- 2009: The Forgotten – Die Wahrheit stirbt nie (The Forgotten) (Fernsehserie, eine Episode)
- 2010–2012: Nikita (Fernsehserie, 6 Episoden)
- 2010: Miami Medical (Fernsehserie, eine Episode)
- 2012: Alcatraz (Fernsehserie, eine Episode)
- 2013: Shameless (Fernsehserie, eine Episode)
- 2013: The Tomorrow People (Fernsehserie, 3 Episoden)
- 2014: The Lottery (Fernsehserie, Episode 1x01)
- 2014–2019: Gotham (Fernsehserie)
- 2017: Training Day (Fernsehserie, eine Episode)
- 2019–2020: Pennyworth (Fernsehserie)
- 2023: Gotham Knights (Fernsehserie, eine Episode)